# Maximum solar

Corelația dintre radiație, numărul petelor solare, erupțiile solare și radiația din banda de 10,7 cm.

Numărul petelor solare în ultimii 400 de ani.

Perioada de maximum solar este perioada cu cele mai multe activități solare în ciclul solar al stelei noastre. Ciclurile solare au început să fie numerotate din anul 1755. În perioada de maximum solar apar sute de pete solare. Maximum solar este în contrast cu minimum solar, când nu există pete solare. 

## Al 24-lea ciclu solar
Al 24-lea ciclu solar este al 24-lea ciclu solar din 1755, de când a început înregistrarea observațiilor astronomice asupra petelor solare. Este ciclul solar curent, el a început pe 8 ianuarie 2008. Maximum solar al acestui ciclu este prognozat în [2012 -] 2013.